# Geraldine Robert
Geraldine Robert (ur. 26 czerwca 1980 w Port-Gentil) – francuska koszykarka, występująca na pozycjach silnej skrzydłowej lub środkowej, posiadająca także gabońskie obywatelstwo, reprezentantka Francji, a następnie Gabonu.

## Osiągnięcia
Na podstawie, o ile nie zaznaczono inaczej.

### Drużynowe
- Mistrzyni:
  - EuroCup (2015)
  - Francji (2014)
  - Anglii (2005)
- Wicemistrzyni:
  - Eurocup (2016)
  - Francji (2015)
- Brąz turnieju federacji (2008)
- Zdobywczyni:
  - pucharu:
    - Anglii (2005)
    - Francji (2013)

  - Superpucharu Francji (2016)
- Finalistka pucharu:
  - Francji (2008)
  - Polski (2012)

### Indywidualne
- MVP:
  - ligi angielskiej (2005)
  - krajowa ligi francuskiej (2013)
- Uczestniczka meczu gwiazd PLKK (2012)
- Liderka strzelczyń PLKK (2012)

### Reprezentacja
- Uczestniczka mistrzostw Afryki (2015 – 7. miejsce)
- Zaliczona do I składu mistrzostw Afryki (2015)